# Right Now
Right Now — пісня ню-метал-групи Korn і другий сингл з їх шостого студійного альбому,Take A Look In The Mirror.

## Відео
Для синглу зняли відео, яке обрали за допомогою конкурсу, і яке містить ролик Lloyd's Lunchbox, серію мультфільмів від Spike & Mike's Animation.